# فهرست اقوام و قبایل سلتی باستان

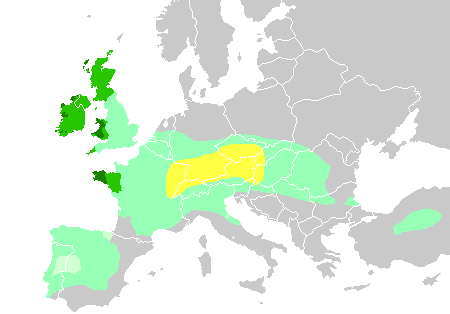
نقشه ۱: توزیع پراکندگی اقوام سلتی (قدیم و مدرن):
قلمرو اصلی هالشتات، تا قرن ششم قبل از میلاد
حداکثر گستره سلت‌ها، تا ۲۷۵ قبل از میلاد
دو منطقه خشکی در شبه جزیره ایبری که حضور سلتی در این نواحی نامشخص یا مورد مناقشه است: لوسیتانی‌ها و وتونیواردولی زمین (واسکونی، سلتی یا پاراسلتی؟)، در کشور باسک امروزی.
شش کشور سلتی که تعداد قابل توجهی از سخنوران سلتی را در دوره مدرن اولیه حفظ کردند.
مناطقی که زبان‌های سلتی امروزه به‌طور گسترده صحبت می‌شود.

این مقاله فهرستی از قبایل و مردمان سلتی است که به ترتیب قومیت زبانی احتمالی این اقوام و قبایل دسته‌بندی شده‌اند. در دوران باستان، سلت‌ها تعداد زیادی و بخش قابل توجهی از جمعیت در بسیاری از مناطق اروپای غربی، جنوب اروپای مرکزی، جزایر بریتانیا و بخش‌هایی از بالکان، در اروپا و همچنین آسیای میانه صغیر یا آناتولی را شامل می‌شدند.

## اجداد

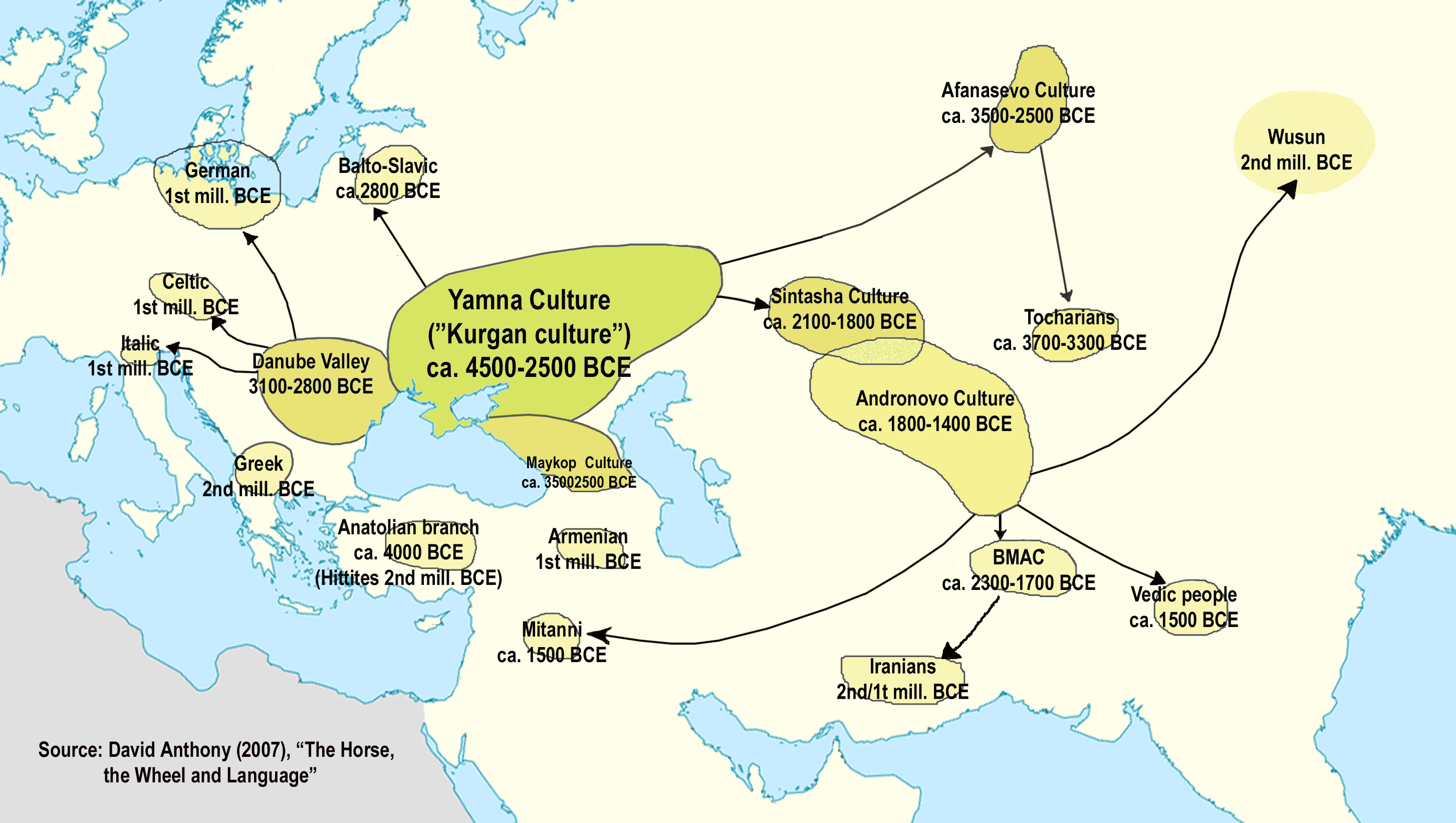
نقشه ۲: مهاجرت‌های هندی و اروپایی همان‌طور که در اسب، چرخ و زبان نوشته دیوید دبلیو آنتونی توضیح داده شده‌است.

- نیا-هند-اروپایی‌ها (گویشوران نیا-هند-اروپایی)
  - نیا سلتی (سخنران Proto-Celtic)

## سلت‌های قاره ای
سلت‌های قاره ای مردمانی با فرهنگ و شیوه زندگی سلتی بودند که در سرزمین اصلی اروپا ساکن شدند. در قرون ۳ و ۲ قبل از میلاد، سلت‌ها در بخش بزرگی از سرزمین اصلی اروپای غربی و بخش‌های بزرگی از غرب اروپای جنوبی (شبه جزیره ایبری)، جنوب اروپای مرکزی و برخی از مناطق بالکان و آناتولی ساکن شدند. آنها بیشتر جمعیت گالیا، فرانسه امروزی، سوئیس، بلژیک، و هلند، بخش بزرگی از اسپانیا، یعنی شبه جزیره ایبری - اسپانیا و پرتغال، در مناطق شمالی، مرکزی و غربی جنوب اروپای مرکزی - حوضه دانوب بالا و مناطق مجاور، بخش‌های بزرگی از حوضه دانوب میانی و منطقه داخلی آناتولی استان آسیادر غرب یا مرکز آناتولی را شامل می‌شدند. سلت‌ها در این مناطق به‌طور پیوسته زندگی و مهاجرت می‌کردند (کشاورزی و دامداری و حتی گونه ای زندگی عشایری) و یک هلال بزرگی را تشکیل می‌دادند که از ایبریا در غرب تا بالکان و آناتولی در شرق کشیده می‌شد. بسیاری از جمعیت‌های این مناطق توسط نویسندگان باستانی سلت نامیده شده‌اند. تصور می‌شود که آنها به زبان گالی (نوع سلتی پی)، لپونتی (نوع پی سلتی)، هیسپانوسلتی (سلتیبری و هیسپانوسلتیک غربی یا گالیسی) (نوع کیو سلتیک)، سلتیک شرقی یا نوری (نوع ناشناخته) صحبت می‌کردند. . زبان‌های نوع پی سلتی نوآورانه‌تر هستند (*kʷ > p) در حالی که زبان‌های نوع کیو سلتی محافظه‌کارتر هستند. با این حال، به‌طور کامل مشخص نیست که آیا این گروه‌بندی از مردم، مانند زبان‌های آنها، یک گروه تبارشناسی (فیلوژنتیک)، بر اساس خویشاوندی است، یا یک گروه ساده مبتنی بر استقرار جغرافیایی است. نویسندگان دوره باستان کلاسیک مردم و قبایل جزایر بریتانیا را به عنوان " سلت " یا " گالی " توصیف نمی‌کنند، بلکه با نام " بریتون " توصیف می‌کنند. آنها فقط از نام "سلت" یا "گالی" برای مردم و قبایل سرزمین اصلی اروپا استفاده می‌کردند.

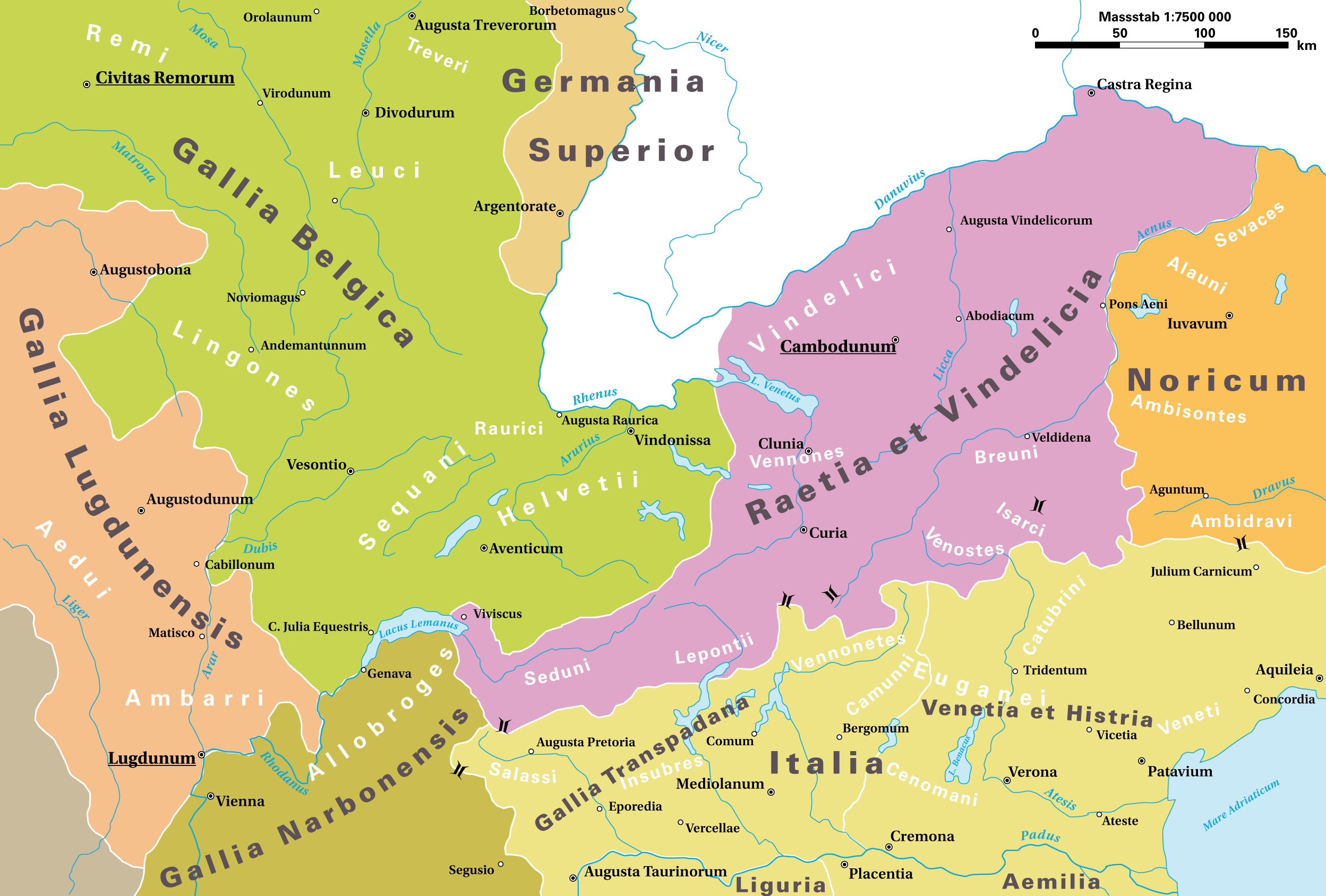
نقشه ۳: ناحیه رومی (احتمالاً تا آن زمان هنوز یک استان کامل نبوده) رائتی و ویندلیچی، همان‌طور که در ۱۴ بعد از میلاد وجود داشت. سلت‌ها در بیشتر مناطق زمین نشان داده شده روی نقشه ساکن بودند.

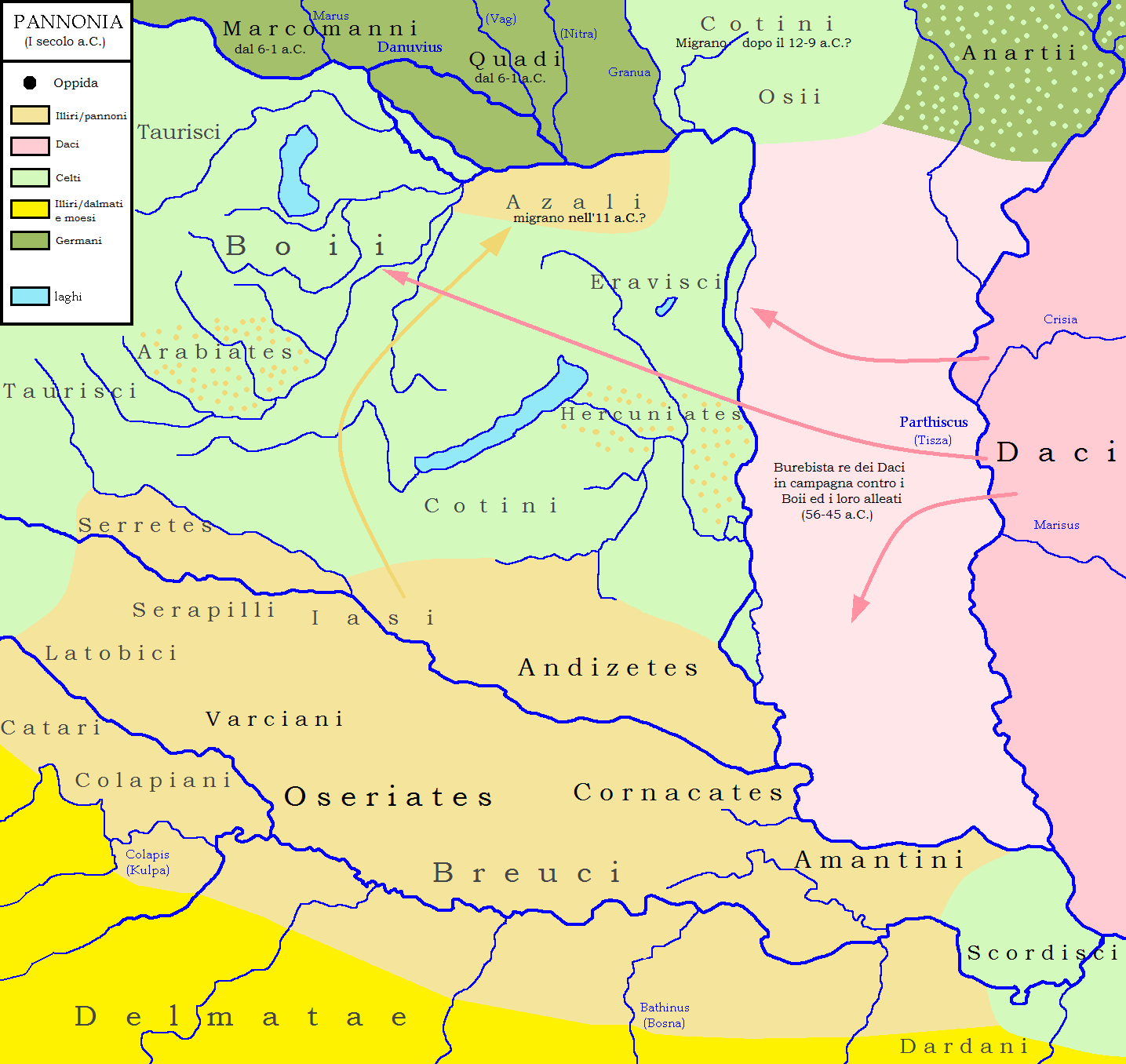
نقشه ۴: قبایل باستانی در حوضه رودخانه دانوب میانی در حدود ۱ ق. م

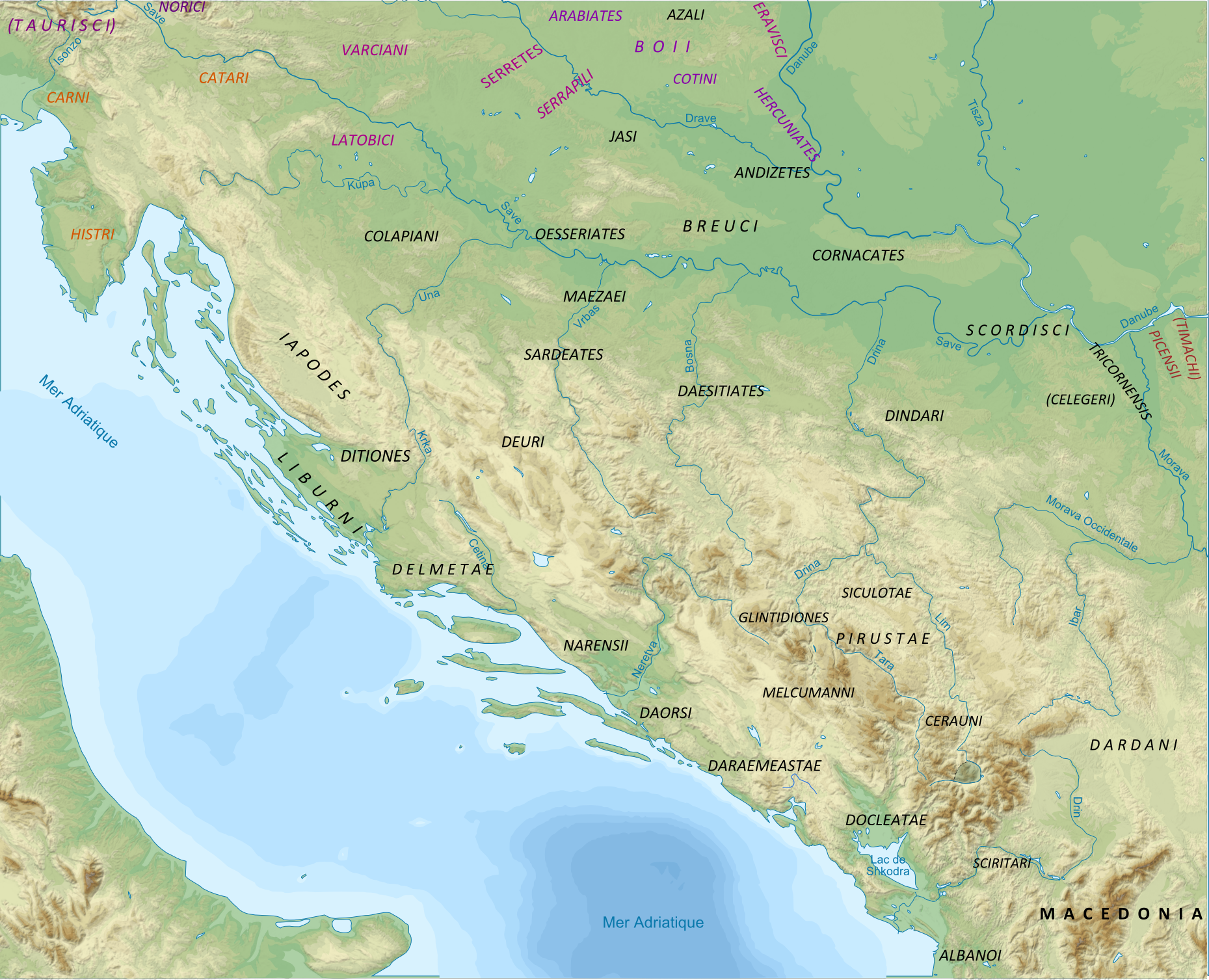
نقشه ۵: قبایل مرکزی و شمالی ایلیریایی و قبایل سلتیک همسایه (بیشتر سرخابی) در شمال و شمال غرب در دوره روم.

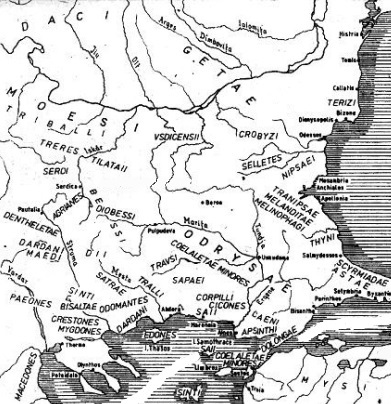
نقشه ۶: قبایل در تراکیه قبل از دوره روم. برخی از قبایل نشان داده شده، مانند سردی‌ها، سلت بودند.

آنها در جنوب اروپای مرکزی (در حوضه دانوب بالایی و مناطق مجاور) زندگی می‌کردند که به عنوان منطقه اصلی سلت‌ها (پیش سلت‌ها) مطابق با فرهنگ هالشتات فرض می‌شود. بعدها به سمت دره دانوب میانی و بخش‌هایی از بالکان و به سمت آسیانا (غرب آناتولی) و گالاتیا گسترش یافتند. جنگل هرسینی (Hercynia Silva) در شمال رود دانوب و شرق رود راین در سرزمین‌های آنها قرار داشت. سلت‌ها، به‌ویژه آن‌هایی که از اروپای غربی و مرکزی بودند، عموماً توسط رومی‌ها «گالی» یعنی «گال» نامیده می‌شدند، این نام مترادف با «سلت‌ها» بود، این همچنین به این معنی است که همه مردم و قبایل به نام «گال» نامیده نمی‌شوند. (گالی‌ها) به‌طور خاص گال‌ها به معنای محدودتر منطقه ای بودند. زبان آنها به ندرت تأیید شده‌است و نمی‌توان آن را به عنوان P-Celtic یا Q-Celtic طبقه‌بندی کرد. برخی کاملاً با مفهوم قبیله مطابقت دارند. برخی دیگر کنفدراسیون‌ها یا حتی اتحادیه‌های قبایل هستند.
آنارت ها/آنارتویی– مناطقی از اسلواکی مدرن و شمال مجارستان مدرن، شمال رودخانه تیسیا/ تیبیسکوس (تیزا). آنها در قسمت شرقی هرسینیا سیلوا (جنگل هرسینی) زندگی می‌کردند. مناطقی از اسلواکی مرکزی مدرن و مجارستان شمالی مدرن، شمال رودخانه تیزا، شمال تئوریسکی. آنها بعداً توسط داکی‌ها جذب شدند.
آرابیاتس- مناطقی از مجارستان غربی مدرن و شرق اتریش، در غرب رودخانه دانوبیوس (دانوب).
بلجیت ها- مناطقی از مجارستان غربی مدرن، در غرب رودخانه دانوبیوس (دانوب).
بویی– یک کنفدراسیون قبیله‌ای، در اصل از بوهمیا (جمهوری چک غربی) که در هرسینیا سیلوا ساکن بودند و از طریق مهاجرت به سایر مناطق اروپا، به مناطقی از اسلواکی مدرن، آلمان، اتریش، مجارستان و شمال ایتالیا پراکنده شدند. فرضیه دیگر این است که آنها یک کنفدراسیون قبیله ای بودند که در اصل از جنوب فرانسه امروزی به پا خاستند که به هرسینیا سیلوا زیر ناحیه سیگووسوس مهاجرت کردند و از طریق مهاجرت به مناطق دیگر اروپا، به مناطقی از اسلواکی مدرن، آلمان، اتریش، لهستان و مجارستان پراکنده شدند.
قبایل بویی با نام‌های ناشناخته در هرسینیا سیلوا - تقریباً در بوهمای امروزی
بویی (در سیسالپین گال) – مرکز امیلیا رومانیا (بولونیا).
بویی (در گول ترانس آلپ) – بوئی در نزدیکی انترین- آنها به بویییا شاخه ای از قوم اصلی بویی مربوط بودند.
بویی بویاتس / بوویاتس/ بویاتس– لا ته ته ده بوچ، احتمالاً در اطراف خلیج آرکاچون و شمال غربی لاندس (بخش)، در پیس ده بوچ و پیس ده بورن زندگی می‌کردند. اگرچه آنها در آکیتانیا پروپر زندگی می‌کردند، به نظر می‌رسد که آنها یک قبیله سلتی‌تبار بوده‌اند و نه قبیله آکیتانی (مردمی که ممکن است اجداد باسک‌ها بوده باشند).
بوئی (در پانونیا) - پانونیا، مجارستان غربی امروزی (غرب رود دانوب) و بخشی از شرق اتریش
تولینگی(Tylangii؟) – محل یابی نامشخص است، احتمالاً جنوب آلمان، سوئیس یا اتریش؛ یک قبیله سلتیک در اصل بوئی که در امتداد دانوب بالایی مهاجرت کردند و بعدها با هلوتی‌ها متحد شدند؟ همچنین، ممکن است یک قبیله آلمانی بوده باشد.
بروسی
کارنی– آلپ کارنی، اتریش جنوبی (Carinthia/Kärnten)، اسلوونی غربی (Carniola/Kranjska) و Friuli/Friûl شمالی (Carnia/Cjargna). قبیله ای مربوط به کارنوت ها؟ همچنین، ممکن است یک قبیله ونتیک بوده باشد (ونتی‌ها قومی انتقالی بین سلت‌ها و ایتالیک‌ها یا قوم ایتالیک سلتیک شده بودند).
کاتوبرینی - در دامنه‌های جنوب شرقی آلپ، نزدیک به پلاویس (پیاوو) و نزدیک بلونوم (بلونو)، در جنوب غربی کارنی. آنها از اروپای مرکزی آمدند و نه از گال (گالیا). (آنها سلت‌های سیزالپین گولیش نبودند).
سلت‌های تایلیس / سلت‌های تیلیسی
کورناکات ها- مناطقی از مجارستان غربی مدرن، غرب رودخانه دانوبیوس (دانوب).
کوتینی – مناطقی از اسلواکی امروزی، غرب آنارتس، و مناطق غربی مجارستان، غرب رودخانه دانوبیوس (دانوب)، جنوب لاکوس پلسودیس / پلسو (دریاچه بالاتون امروزی).
اراویسکی/ آراویسکی- مناطقی از مجارستان غربی مدرن، در غرب رودخانه دانوبیوس (دانوب)، آکوئینکوم (بوداپست امروزی) در قلمرو آنها بود.
هلوتی-رائوراکی/ رائوراکی
هلوتی– ساکنان اصلی منطقه Agri Decumates، در بخش غربی Hercynia Silva، در شرق و شمال راین؛ بعدها، احتمالاً در پایان قرن سوم قبل از میلاد، آنها به سمت جنوب و جنوب غربی گسترش یافتند تا بعداً هلوتیا (سوئیس امروزی) نامیده شدند. آنها احتمالاً بیشتر مربوط به جمعیت سلتی حوضه دانوب بالایی بودند تا با سلت‌های گال.
دکوماتس ممکن است به معنای «ده کانتون» باشد. La Tène، (کنفدراسیون قبیله ای از چهار قبیله).
تیگورینی - ایوردون
توگنی
وربیگنی
قبیله ای با نام ناشناخته (هم خانواده هلوتی؟)
رائوراکی/ رائوریکی– قیصری (آگوستا رائوریکا)، قبیله ای که نزدیک به هلوتی‌ها است.
هرکونیات ها/ هرکونیاتا- مناطقی از مجارستان غربی مدرن، در غرب رودخانه دانوبیوس (دانوب).
لاتوبیکی/ لاتوویکی- همان قبیله لاتوبریگی نیست، اما آنها می‌توانستند خویشاوندی داشته باشند، آنها در مناطقی از اسلوونی مدرن و مجارستان غربی، در غرب رودخانه دانوبیوس (دانوب) زندگی می‌کردند.
لاتوبریگی- مکان نامشخص، شاید در شمال یا شمال شرقی هلوتی‌ها در حوضه رودخانه دانوب بالایی (دانوبیوس) و راین بالایی، ساکنان اصلی منطقه آگری دکوماتس، در بخش غربی هرسینیا سیلوا.
اسکوردیسکی- مناطقی از صربستان مدرن، کرواسی، اتریش، رومانی، غرب رودخانه دانوبیوس (دانوب). به گفته لیوی، آنها با باستارنایی‌ها مرتبط بودند.
سلگری / سلنگری
دینداری یا دینداری-ای (به یونانی Δινδάριοι) قبیله ای که شاخه ای از اسکوردیس‌ها بود.
سردی- در منطقه سردیکا (صوفیه امروزی، پایتخت بلغارستان)
سراپیلی / سراپیلی - مناطقی از مجارستان غربی مدرن، در غرب رودخانه دانوبیوس (دانوب).
سرتس- مناطقی از مجارستان غربی مدرن، در غرب رودخانه دانوبیوس (دانوب).
تریکورننسیس (قبیله ای که بعداً تشکیل شد)
نوریکی/ تائوریسکی/ واریسکی- یک کنفدراسیون قبیله ای
آلونی- در حوضه رودخانه آئنوس وسط (Inn)، شرق آئنوس در شرق آلپ، منطقه دریاچه چیمسی و آترسی.
آمبیدراوی/ آمبیدرانی- در حوضه رودخانه دراووس بالا و میانی (Drau/Drava) در آلپ شرقی و همچنین در حوضه رودخانه مور/مورا، تاد
آمبیلیکی- در حوضه رودخانه دراووس(Drau/Drava)، در شرق Ambidravi/آمبیدرانی (جنوب شرقی اتریش امروزی و شمال شرقی اسلوونی).
آمبیسونت ها/ آمبیسونتی- در آلپ نوریکا (آلپ مرکزی شرقی)، در حوضه رودخانه سالزاچ بالایی.
نوریچی (ناریسی) / نوری - ممکن است قبیله ای از فدراسیون قبیله ای بزرگتر تائوریسی بوده باشد. در آلپ شرقی و در حوضه رودخانه‌های مور/مورا و شوارتزا و مناطق دیگر، اشتایرای امروزی و اتریش سفلی (اتریش) در جنوب دانوبیوس (دانوب)، نیز ممکن است یک قبیله ژرمنی بوده باشند.
سواس ها- در حوضه پایین رودخانه آئنوس(Inn)، شرق آئنوسو جنوب دانوبیوس (دانوب)، تقریباً در اتریش علیا امروزی.
تئوریسکی- شاخه ای از تائوریسکی سلتیک (در اصل از نوریکام) در حوضه رودخانه تیسیا/تیبیسکوس (تیزا) در جنوب آنارت ها/آنارتی/آنارتوئی. سلت‌ها توسط داسی‌ها جذب شدند
وارسیانی– مناطقی از اسلوونی مدرن، کرواسی.
ویندلیچی- یک کنفدراسیون قبیله ای، مناطقی از جنوب آلمان مدرن (باواریا و بادن-وورتمبرگ)، در حوضه دانوب بالایی. ممکن است کنفدراسیونی از قبایل سلتیک و ژرمنیک بوده‌است.
بریگانتی– در منطقه لاکوس بریگانتیوس (دریاچه کنستانس)، بریگانتیا(Bregenz) مرکز اصلی بود، در مناطق مرزی آلمان مدرن، اتریش و سوئیس، شمال ونوننتیس/ونون ها/ونونینسیس.
کاتنات ها- جنوب دانوبیوس (دانوب)، در ناحیه کم رودخانه لیکوس (لخ)، منطقه آگوستا ویندلیکوروم (آگسبورگ امروزی)، شمال لیکاتس.
کونسوانتا/ کوسوانت ها/ کوتوآنتی- دره فوقانی و میانی fl. ایزاروس (r. Isar) (آلپ باواریایی) در بایرن علیا امروزی آلمان.
استیون ها- جنوب دانوبیوس (دانوب)، در ناحیه رودخانه‌های ایلارگوس (روث) و ریس، از جمله منطقه اولم امروزی (بین باواریا و بادن-وورتمبرگ مدرن)، کامبودونوم (کمپتن امروزی) یکی از شهرهای آنها بود.
لئونی- در نواحی رودخانه ایزاروس (ایسار) و آمر (آمپر)، منطقه مونیخ، بایرن.
لیکاتس -در دره رودخانه لیکوس (لخ)، جنوب کاتناتس.
روسینات ها/ روکانتی-ای- بین رودخانه‌های ایساروس(Isar) و دانویوس (دانوب)، بایرن پایین.
ونونس/ ونونینسس/ ونونتس- دره بالایی fl. رنوس (ر. راین) در کانتون امروزی سنت گالن، سوئیس، در جنوب بریگانتی.
ویندلیچی - قبیله ای در شمال دانوب علیا.
ولکا- یک کنفدراسیون قبیله ای، در اصل از موراویای امروزی (جمهوری چک شرقی)، حوضه دانوب مرکزی و فوقانی (اسلواکی، اتریش، آلمان جنوبی)، همچنین در حوضه رودخانه اصلی، در غرب Boii. آنها در Hercynia Silva، در شمال دانوویوس (دانوب) ساکن بودند، اما از طریق مهاجرت به مناطق دیگر اروپا (گال جنوبی) و آسیای صغیر/آناتولی (Galatia) پراکنده شدند.
قبایل ولکا با نام‌های ناشناخته در هرسینیا سیلوا - تقریباً در حوضه رودخانه موراویا و مین امروزی.
ولکا آرکومیکی / ولکا آرکومیسکی – در جنوب گال، در سواحل مدیترانه لانگدوک امروزی.
ولکا تکتوساگ (در گال جنوبی و همچنین در گالاتیا، آسیای میانه صغیر یا آناتولی، یکی از قبایل اصلی که غلاطیان را تشکیل دادند)
قبایل احتمالی ولکا
ولسیانی – ممکن است قبیله‌ای بوده باشد که به ولکاها مربوط می‌شدند و نه به هیسپانو-سلت‌ها/سلت‌های ایبری (یعنی سلت‌های شبه جزیره ایبری). در شمال رودخانه ایبروس (ابرو) واقع شده‌است، اما خیلی دقیق نیست.